# Parlamentos regionales de Austria
Landtag (plural: Landtage; oficialmente, Parlamento Regional; y también traducido como Asamblea) es el nombre de los parlamentos de cada uno de los Estados federados de Austria. Sus funciones principales son el control del gobierno regional, la legislación regional y la votación del presupuesto de cada Estado federado.
De acuerdo con la Constitución de Austria, los Landtage son las legislaturas unicamerales de los nueve estados de Austria (Bundesländer), que se ocupan de todos los asuntos no asignados explícitamente al nivel federal.
Como la capital de Austria, Viena (al igual que Berlín en Alemania) es tanto una ciudad-estado como un municipio, por lo que la Gemeinderat (asamblea municipal) de Viena es a la vez un Landtag estatal. Sin embargo, según la constitución de la ciudad, los asuntos municipales y estatales se mantienen separados, y los dos cuerpos celebran reuniones separadas a pesar de que sus miembros son idénticos.
Los representantes son elegidos en votación general, libre, secreta y directa según el principio de representación proporcional. El mayor de los grupos parlamentarios (llamado Klubs en Austria) suele nominar al gobernador o Landeshauptmann. Los Landtage modernos son los sucesores democráticos de las asambleas de fincas en las correspondientes tierras de la corona del Imperio austríaco. Las excepciones son la ciudad de Viena, que perteneció a la Kronland de la Baja Austria hasta 1920, y Burgenland, cedida a Austria por el Reino de Hungría en 1921.  A nivel federal, los Landtage están representados en el Consejo Federal.
En los Landtage están representados ocho partidos políticos, de los cuales cinco están representados en más de uno. Actualmente, el Partido Popular Austriaco (ÖVP), el Partido Socialdemócrata de Austria (SPÖ) y el Partido de la Libertad de Austria (FPÖ) están representados en los nueve Landtage. Los Verdes están representados en ocho, y NEOS - La Nueva Austria (NEOS) está representada en seis.

## Lista de Landtags
| Landtag | Landtag                        | No. de miembros |     |     |    |    |    |   | TK | FRITZ |   | Duración de mandato (años) |
| ------- | ------------------------------ | --------------- | --- | --- | -- | -- | -- | - | -- | ----- | - | -------------------------- |
|         | Landtag de Alta Austria        | 56              | 22  | 11  | 11 | 7  | 2  |   |    |       | 3 | 6                          |
|         | Landtag de Baja Austria        | 56              | 23  | 12  | 14 | 4  | 3  |   |    |       |   | 5                          |
|         | Landtag de Burgenland          | 36              | 11  | 19  | 4  | 2  | -  |   |    |       |   | 5                          |
|         | Landtag de Carintia            | 36              | 7   | 15  | 9  | -  | -  |   | 5  |       |   | 5                          |
|         | Landtag de Estiria             | 48              | 18  | 12  | 8  | 6  | 2  | 2 |    |       |   | 5                          |
|         | Landtag de Salzburgo           | 36              | 12  | 7   | 10 | 3  | -  | 4 |    |       |   | 5                          |
|         | Landtag de Tirol               | 36              | 14  | 7   | 7  | 3  | 2  |   |    | 3     |   | 5                          |
|         | Landtag & Gemeinderat de Viena | 100             | 22  | 46  | 8  | 16 | 8  |   |    |       |   | 5                          |
|         | Landtag de Vorarlberg          | 36              | 17  | 4   | 5  | 7  | 3  |   |    |       |   | 5                          |
| Total   | Total                          | 440             | 146 | 133 | 76 | 48 | 20 | 6 | 5  | 3     | 3 |                            |